# Железнодорожный мост Ячи
Мост Ячи (кит. 鸭池河特大桥) — мост, пересекающий реку Ячи, расположенный на границе городских округов Бицзе и Гуйян; будет 8-м по длине основного пролёта арочным мостом в Китае. Стал частью скоростной железной дороги Гуйян — Чэнду.

## Характеристика
Представляет собой арочный мост с ездой по центру с основным пролётом длиной 436 м. Арочная конструкция сменяется с двух сторон секциями балочной конструкции. Дорожное полотно моста находится на высоте 272 м, но 230 м над уровнем реки.